# はしら
はしら（ローマ字：JDS Hashira, MSC-647、YAS-99）は、海上自衛隊の掃海艇。たかみ型掃海艇の18番艇。艇名は柱島に由来する。

## 艦歴
「はしら」は、第4次防衛力整備計画に基づく昭和50年度計画掃海艇347号艇として、日本鋼管鶴見造船所で1977年2月22日に起工され、1977年11月8日に進水、1978年3月28日に就役し、同日付で第1掃海隊群隷下に新編された第49掃海隊に「おきつ」、「いわい」とともに編入された。定係港は呉。
1987年3月24日、第49掃海隊が佐世保地方隊沖縄基地隊に編入。
1993年11月9日、第49掃海隊が廃止となり、沖縄基地隊第13掃海隊に編入。
1995年3月30日、特務船に種別変更され、船籍番号がYAS-99に変更。対馬防備隊に編入。
1999年3月31日、除籍。